# PANTIES が だしたいんだ どしても
「PANTIES が だしたいんだ どしても」（パンティー が だしたいんだ どしても）は、堂本剛がデザイン・プロデュースを行ったCD付きパンツ（下着）。
2014年10月3日から10月24日までの間、ジャニーズ・エンタテイメント公式Webサイト限定・期間限定で予約販売された。発売は2014年11月23日
。

## 解説
本作は、一般的なCDの販売形態である特典付きCDではなく、CD付きのパンツとして販売されている。あくまでもメインはパンツであるため、オリコンチャートなどでの売上集計の対象にはならない。
色彩豊かな花柄の「花パン」、黒地にカラフルな水玉模様の「泡パン」の2種類のパンツのいずれかとCDのセットとなる、2形態での発売。服飾製品とCDのセットは、2009年発売のシングル「RAIN」において、帽子専門ブランド「CA4LA」とのコラボレーションにより、堂本がデザインを行ったベレー帽を特典とした以来2度目である。
ジャニーズ事務所所属タレントとしては、山下智久が2012年発売のアルバム『エロ』で、アンダーウェアが特典になったことがあるが、パンツが「主」となる商品の販売は初めてである
。
また、CD作品として自身初となる、指定Webサイト限定・完全生産限定という形態での発売となった。
付属されるパンツやCDへの収録曲は各々別の名称が付されていることから、「PANTIES が だしたいんだ どしても」という名称は、パンツとCDのセットを称したものである。特典CDの収録曲である「FUNKがしたいんだ どしても」をもじったタイトルであり、また、「PANTIES」（発音記号：pǽntiz）は日本語表記では「パンティーズ」となるが、本作ではこれを「パンティー」と読ませている。「パンティー」という名称により女性用の下着の印象を抱かせるが、実際にはフリーサイズの男女兼用ボクサーパンツである。

## 発売の経緯
堂本は、8年ほど前からライブグッズとして、自身がデザインしたアンダーウェアの販売を構想していたが、
事務所スタッフなどの同意が得られず実現には至らなかった。
そんな中、2014年8月11日に渋谷公会堂で行われたライブ「FUNK詩謡夏私乱（しようかしらん）」公演において、ライブ中に堂本のベルトの金具が壊れ、
パンツが見えてしまうハプニングが起こった。このハプニングに対して、ライブに参加していたファンの情報を元に、インターネット上で、堂本の着用していたパンツについて議論が展開されるなどの反響が出ることになった。
これらの一連の出来事を知った堂本が面白がり、「そんなに同じパンツが履きたいのなら」「パンツの神様が降臨した」と“パンツ祭り”に乗っかり、堂本がスタッフを説得する形で長年沈んでいた構想を浮上させ、急ピッチで販売を実現させるに至った。そして、2014年10月2日、東京・国際フォーラムで開かれた公演で、翌3日から限定販売することが発表された。
特典CD収録曲のうち「FUNKがしたいんだ どしても」と「HEIAN FUNK」は、上記の「FUNK詩謡夏私乱」ツアーにて初披露された楽曲であり、元々は2015年に音源化の予定であったが、本作の発売に伴い急遽収録されることになり、堂本は「パンツのために犠牲になった曲」と述べている。

## 販売商品
※付属CDの収録内容は共通
- 工場長の気まぐれパンティー ～花と花に花を添えて…　〈花パン〉
- 工場長の気まぐれパンティー ～泡と泡と泡…　〈泡パン〉

## CD収録曲
※全曲作詞・作曲：堂本剛
1. FUNKがしたいんだ どしても
  - 2014年開催のライブツアー「FUNK詩謡夏私乱」にて初披露された。タイトル中の「どしても」は、「どうしても」を捲ったような言い方であり、込み上げた気持ちを表現している。
  - 同年発売のアルバム『shamanippon -ロイノチノイ-』の購入者に対する抽選特典として企画された「大人の社会科見学Part4」において、当選者が本曲のミュージックビデオ（未発表）の収録に参加している。
2. HEIAN FUNK
  - ライブツアー「FUNK詩謡夏私乱」にて初披露され、同年の平安神宮公演でも披露されている。2013年に行われた平安神宮公演の模様を収めた同名のBlu-ray・DVDには本曲は収録されておらず、ライブ映像タイトルの「HEIAN」は平安神宮から採られたものだが、本曲では無事平穏なことを意味する「平安」を表している。
3. 恋にも愛にも染まるような赤
4. FUNKY PANTIES
  - 本作のために描き下ろしされた楽曲。夜の営み時におけるパンツの心情を綴った楽曲である。

## 参加ミュージシャン
- FUNKがしたいんだ どしても
  - SWING-O a.k.a. 45: Programming, Acoustic Piano,Clavinet
  - Duttch: Drums
  - 鈴木渉: Bass
  - 竹内朋康: Guitar
  - Tiger: Chorus
  - Olivia Burrell: Chorus
- HEIAN FUNK
  - SWING-O a.k.a. 45: Programming, Organ,Keyboards
  - Duttch: Drums
  - 鈴木渉: Bass
  - 竹内朋康: Guitar
  - Tiger: Chorus
  - Olivia Burrell: Chorus
- 恋にも愛にも染まるような赤
  - SWING-O a.k.a. 45: Programming, Wurlitzer, Keyboards
  - Duttch: Drums, Tambourine
  - 森多聞: Bass, Tambourine
  - 佐藤タイジ: Guitar, Chorus
  - 竹内朋康: Guitar
- FUNKY PANTIES
  - SWING-O a.k.a. 45: Programming, Keyboards
  - Duttch: Drums
  - 森多聞: Bass
  - 堂本剛: Guitar
  - 竹内朋康: Guitar
  - Tiger: Chorus, PANTIES VOICE
  - Olivia Burrell: Chorus, PANTIES VOICE
  - 平岡恵子: Hooo Voice